# Axiom Mission 3

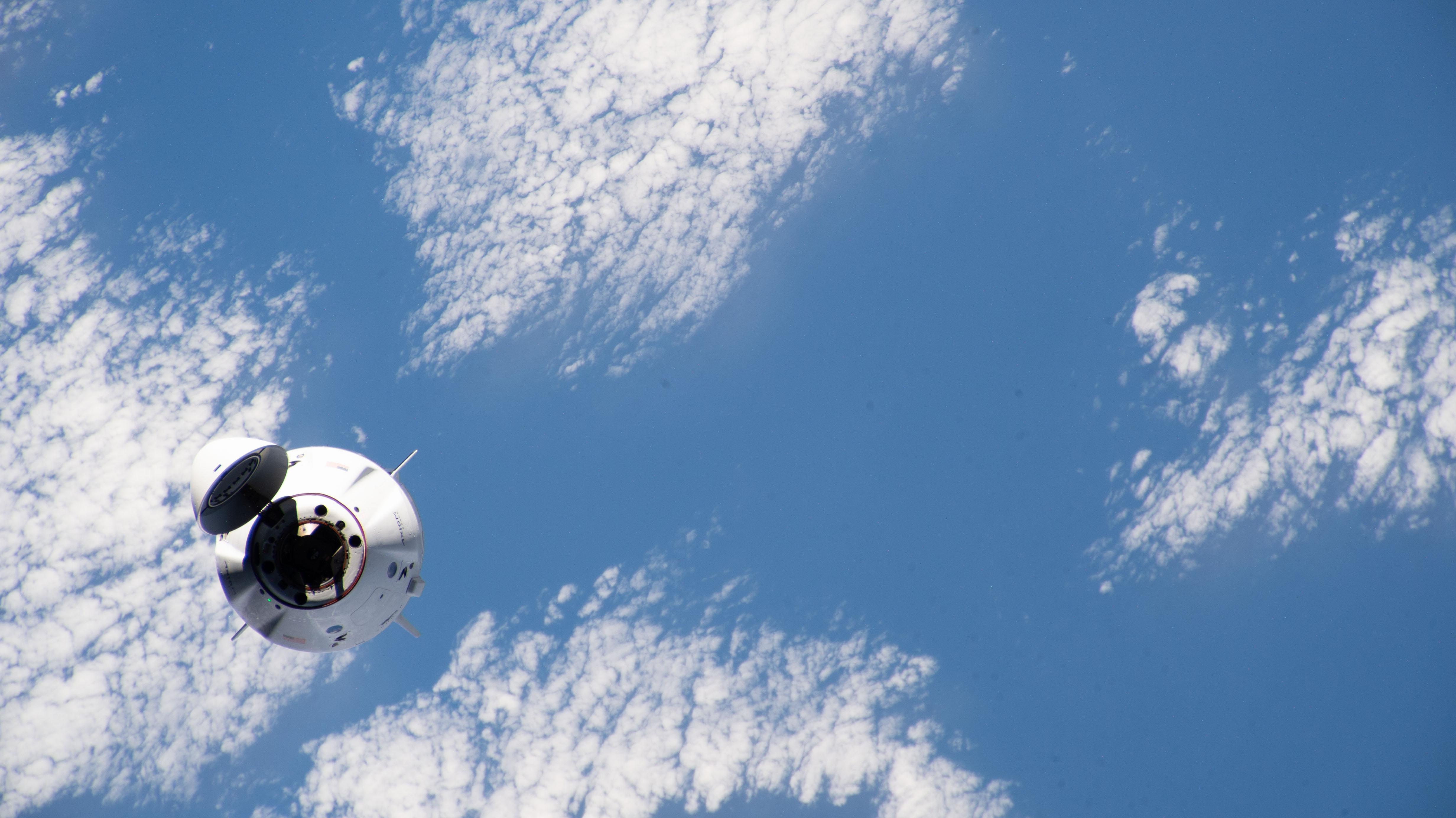

Axiom Mission 3 of AX-3 was een commerciële bemande ruimtevlucht van SpaceX met een Crew Dragon-ruimtecapsule naar het ISS. De vlucht werd geboekt door ruimtevaartbedrijf Axiom Space, dat zich opwerpt als ruimtereisbureau en werd op 18 januari 2024 gelanceerd. Het was de twaalfde bemande vlucht van SpaceX en de derde vlucht voor Axiom. Het was oorspronkelijk de bedoeling dat de bemanning vijftien dagen in de ruimte blijft waarvan dertien in het ISS. De afkoppeling en landing waren oorspronkelijk voorzien voor 2 februari 2024 maar werden wegens ongunstige weersomstandigheden in de landingszones meerdere keren uitgesteld. Aan boord van de vlucht was ook de eerste ESA-astronaut die niet met een vlucht van NASA of Roskosmos naar de ruimte ging. De ruimtecapsule landde op 9 februari 2024 weer op aarde.

## Bemanning
| Positie      | Ruimtevaarder                                |
| ------------ | -------------------------------------------- |
| Gezagvoerder | Michael López-Alegría, Axiom 6e ruimtevlucht |
| Piloot       | Walter Villadei 2e ruimtevlucht              |
| Passagier    | Alper Gezeravcı 1e ruimtevlucht              |
| Passagier    | Marcus Wandt, ESA 1e ruimtevlucht            |